# 尹致暎
尹致暎（韓語：윤치영，1898年2月10日—1996年2月9日），號東山，字自能，日本名伊東致暎，本贯海平尹氏，韓國獨立運動者和政治人物。第一代韓国總統李承晩的心腹。第一任韓国政府內務部長、外交官、曾任韓國第一、二、三代韓國國會議員。曾任韓國民主黨常委、大韓國民黨創黨人之一、韓國自由黨最佳專員及韓國民主共和黨顧問。1963年任民主共和黨黨議長。1956年任联合国派遣特使，1963年－1966年任漢城特別市長。
尹致暎是第四任韓国總統尹潽善的叔父。尹致昊的從弟。尹致暎的次兄，尹致昭爲尹潽善总统的父亲。

## 生平
- 1913年 中央中學敎
- 1913年 YMCA 中學部 科定 入敎
- 1915年 YMCA 中學部 科定 修了
- 1916年 2月 中央中學敎 毕业
- 1916年 留学日本早稻田大學 法學科
- 1919年 早稻田大學留学中, 參與韓國獨立運動，被日本警察逮捕. 三兄 尹致晟的 特別勳公的因果 发布
- 1922年 回國，任漢城YMCA勤務, 李承晩的 勸顧로 美國 留学
- 1921年 7月 同志會 가입
- 1924年初 大韓人同志會 本部理事 兼 財務部長에 選出
- 1924年 11月 11日 臨政的 密命, 海軍軍備 築小와 太平洋 및 極東門制를 土議하기 위한 第2次 太平洋 會意에 波遣, 韓國人 代表로 參席한 李承晩을 隨行
- 1928年 6月 三一申報 昌刊
- 1929年 任临时政府欧美外交委员部委员
- 1930年 太平洋週報 主筆
- 1932年 获得乔治华盛顿大学国际法学士学位
- 1934年 美国大学国际法硕士学位
- 1934年 卡内基和平财团财务
- 1936年 漢城 YMCA 基督敎 青年會 副總務
- 1937年 被日本警察逮捕后关入监狱
- 1945年 8月 國民大會準備委員會 組織에 加擔
- 1945年 9月 韓國民主黨 创黨 發起人, 韓民黨 中央執行委員
- 1945年 10月 李承晩总统秘書室長
- 1946年 2月 民主議院 秘書局長
- 1946年 民主議院 事務總長
- 1948年 韓美政權移讓 韓國特命專權委員
- 1948年 5月 韓民黨 脫黨, 當選大韓民國 初代 國會无党籍議員
- 1948年 7月 大韓民國 憲法基礎 參席
- 1948年8月15日 第一代 內務部長
- 1948年 12月 第一代 內務部長 辭退
- 1948年 11月 親李承晩的 政黨 大韓國民黨 创黨.
- 1952年 2月 第二代 國會議員 補闕選擧中當選.
- 1952年 7月 任韩国国会副议长
- 1955年 1月 任联合国代表团团员，参会后归国
- 1955年 在台湾访问时与蒋介石面谈
- 1958年 大韩国民党解散，退出政界
- 1961年 5月  支持5·16军事政变
- 1963年 2月 任民主共和党党议长
- 1963年12月17日 任漢城特别市长
- 1966年3月30日 辞职
- 1978年 任韩国维新美术院顾问
- 1980年 署理民主共和黨 黨議長, 大韓民國憲政會 會長
- 1980年 8月 國政諮問會議委員
- 1981年  國政諮問會議委員

## 著書
- 《尹致暎的20世紀:東山回顧錄》(1991年)
- 《建国青年運動史》

## 家系
- 父 : 尹英烈(윤영렬)(1854年 - 1939年)
- 母 : 韓鎭淑(1851年 - 1938年)
- 妻 : 李炳瑛(1900年 - ?, 史學者 李丙燾（英语：李丙燾）的妹妹)
  - 子 : 尹琦成(1917年 - 1923年)
- 妻 : 具恩惠(1898年4月21日 - 1980年)
  - 女 : 尹娍善(1924年 - )
    - 外孫 : 金炳基(1962年 - , 敎授)

  - 子 : 尹仁善(1948年 - )
    - 孫 : 尹寅求(1972年 - )